# Cristián Gunter I de Schwarzburgo-Sondershausen

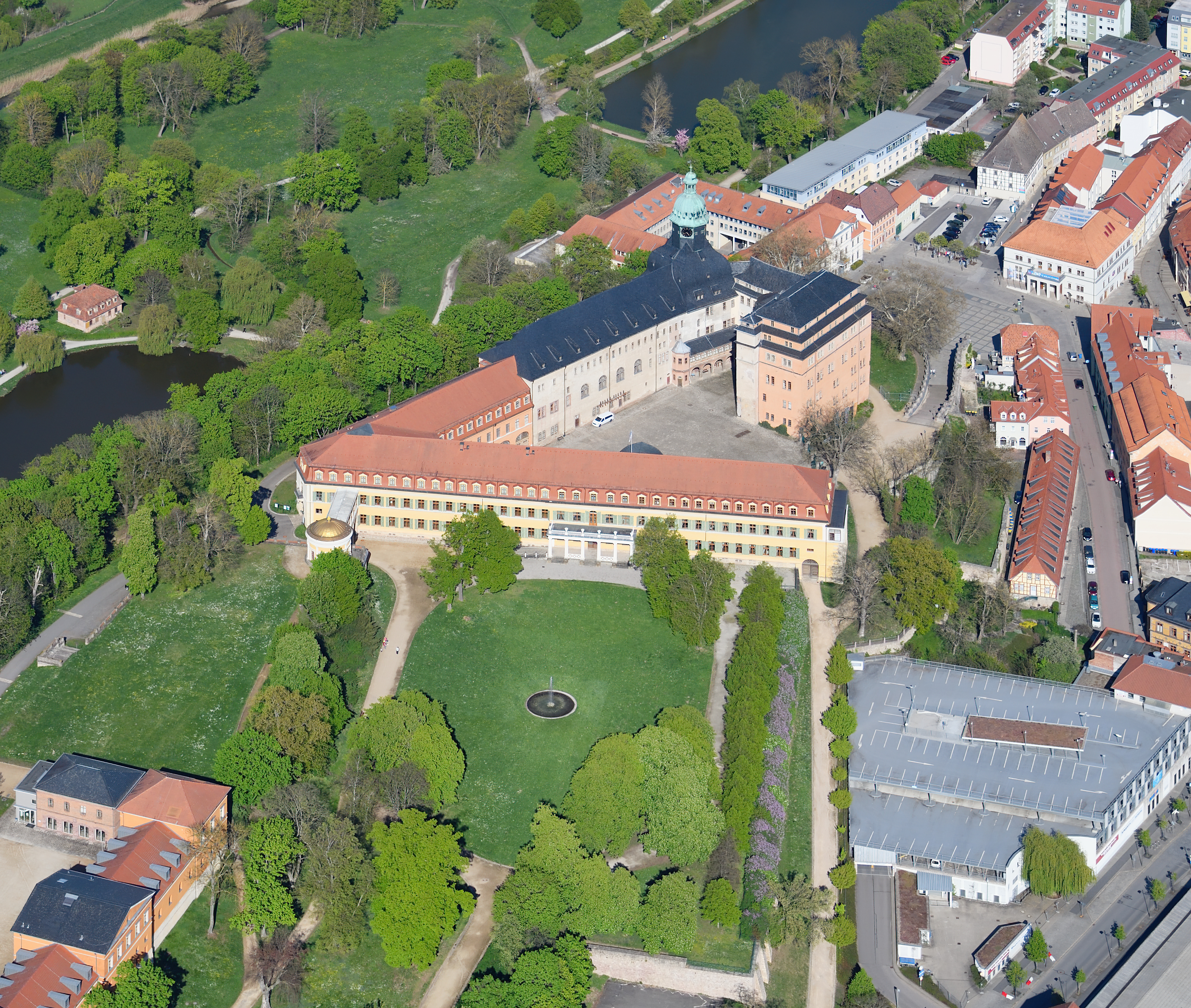

Cristián Gunter I de Schwarzburgo-Sondershausen (11 de mayo de 1578 - 25 de noviembre de 1642) fue el conde reinante de Schwarzburgo-Sondershausen desde 1601 hasta su muerte.

## Biografía
El conde Cristián Gunter I era el hijo del conde Juan Gunter I de Schwarzburgo-Sondershausen (1532-1586) y su esposa, la condesa Ana (1539-1579), hija del conde Antonio I de Oldenburg-Delmenhorst.
Cristián Gunter I y sus hermanos eran todavía menores de edad cuando su padre murió en 1589 y heredaron Schwarzburgo-Sondershausen. Sus tíos Antonio I (1505-1573) y Juan VII (1540-1603) de Oldenburgo asumieron la regencia. Posteriormente, los hermanos gobernaron conjuntamente.
En 1593, heredaron el condado de Honstein, de acuerdo con un tratado de herencia de 1433. Sin embargo, otros parientes de los condes de Honstein también reclamaron el condado, y después de una prolongada disputa, los condes de Schwarzburgo-Sondershausen solo recibieron una pequeña parte de Honstein.
Schwarzburgo-Sondershausen sufrió gravemente durante la Guerra de los Treinta Años, especialmente la ciudad de Arnstadt y sus alrededores. Los hermanos se esforzaron para tratar de mitigar las cargas de la guerra.
Los hermanos añadieron el ala norte al palacio de Sondershausen.

## Matrimonio e hijos
El 15 de noviembre de 1612, Cristián Gunter I contrajo matrimonio con Ana Sibila (1584-1623), la hija del conde Alberto VII de Schwarzburgo-Rudolstadt. Tuvieron los siguientes hijos:
- Ana Juliana (1613-1652)
- Juan Gunter III (1615-1616)
- Cristián Gunter II (1616-1666), con el sobrenombre el Piadoso, conde de Schwarzburgo-Sondershausen-Arnstadt
- Catalina Isabel (1617-1701), desposó a Enrique II de Reuss-Gera
- Sofía Leonor (1618-1631)
- Antonio Gunter I (1620-1666), conde de Schwarzburgo-Sondershausen
- Luis Gunter II (1621-1681), conde de Schwarzburgo-Sondershausen-Ebeleben
- Sofía Isabel (1622-1677)
- Clara Sabina (1623-1654)